# Lutèce Sportif
Lutèce Sportif était un club amateur français de cyclisme sur piste et sur route de l'entre-deux-guerres. Il avait aussi une équipe de polo-vélo.

## Histoire
Lutèce Sportif est fondé par Rosine Picquart et Charles Ravaud le 7 janvier 1922.
Il adhère à la fédération sportive Paris-Sportif, fondé par Charles Ravaud, groupement de sport amateur qui a pour but de réunir des jeunes gens afin de leur inculquer l'esprit sportif et qui réunit quelques-unes des plus actives sociétés parisiennes.
En 1932, il compte 110 membres et coureurs. Il est l'un des premiers clubs à engager ses coureurs à suivre des cours de culture physique chaque semaine. Les années suivantes, l'activité se ralentie alors que Rosine Picquart est souffrante.
Il renait de ses cendres après la seconde guerre mondiale. De 1947 à 1952, Maurice Archambaud est le directeur sportif du club. En 1952, Le C.S.I. absorbe le Lutèce Sportif

## Présidents

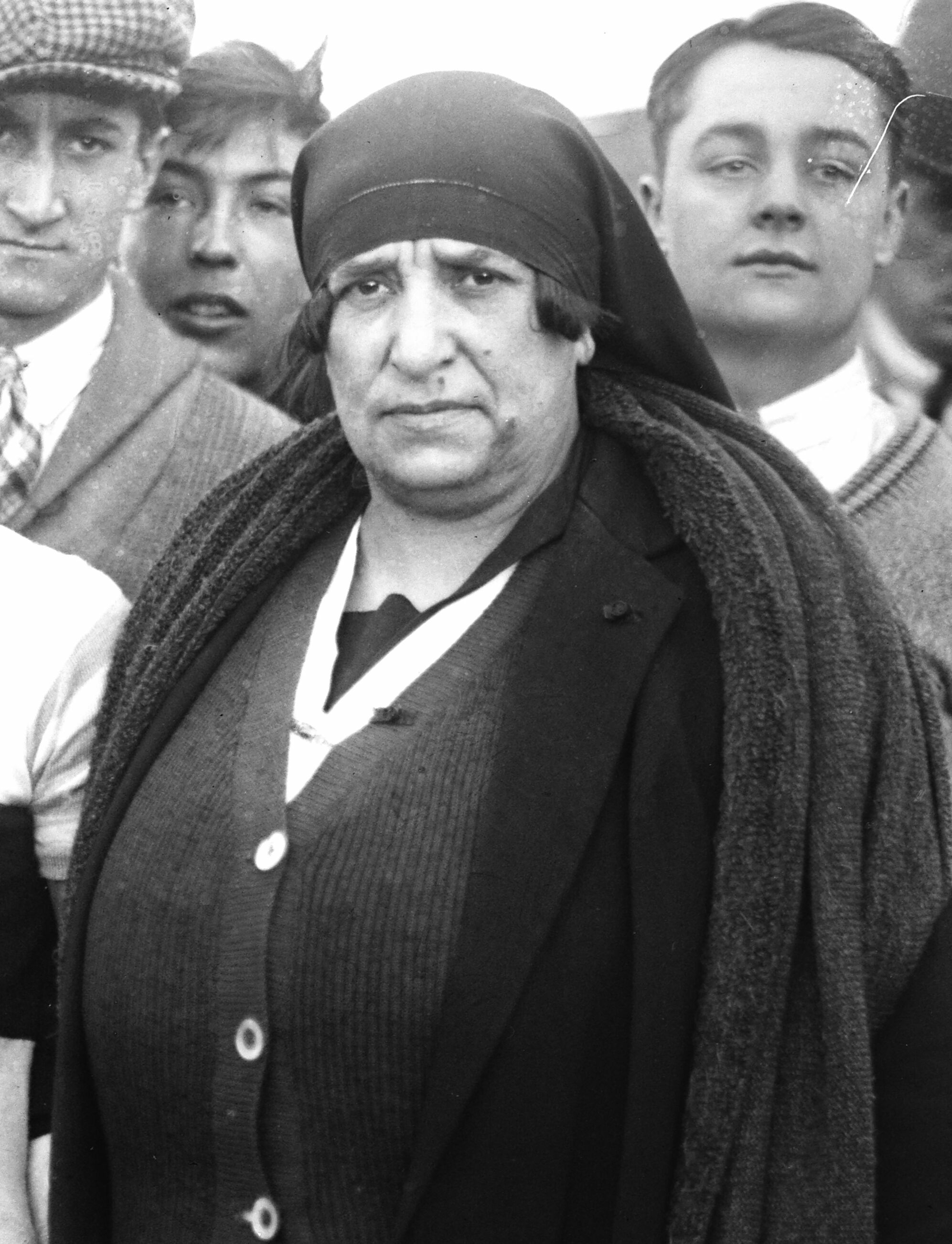
Rosine Picquart, 1927

### Présidents d'honneur
- Charles Ravaud
- Rosine Picquart
- Henri Touzard
- Pierre Hamon
- Raymond Remandière

### Présidents
- 1923-1928 : Roger Narteau
- 1928 : Pierre Aron
- 1930-1932 : René Guénivet[8]

## Coureurs ayant couru sous les couleurs de Lutèce Sportif
- Jean Aerts[1],[9],[10]
- Philippe Bono[11]
- Roger Castelain
- Raymond Chantereau
- Émile Diot[12]
- Jean Driancourt
- Robert Driancourt[1]
- Charles Fleury[3]
- Maurice Guénot
- René Hamon[3]
- Marcel Jean[note 4],[1],[13],[14]
- François Moorels[3]
- Maurice Pomarède
- Julien Noth
- Emil Richli[1],[15],[16]
- Guy Rivet
- Roland Roze
- Hector Tiberghien[17]
- Henri Touzard[1],[17],[18]
- Yves Van Massenhove

## Palmarès
- Challenge Rosine Picquart : 1925[19]
- Challenge Fernand Laurent : 1926[20]
- Championnat de vitesse Paris-Banlieue : 1928[21]

## Courses organisées
- Challenge Rosine Picquart
- Prix Charles Ravaud
- Prix Fouilloux-Tousard
- Prix Claude Picquart-Rudolphe
- Prix Rudolphe
- Prix Henri Esders 1928
- Prix Arcis-Vitus 1950